# Černčice (ort i Tjeckien, Ústí nad Labem)
Černčice är en ort i Tjeckien.   Den ligger i regionen Ústí nad Labem, i den nordvästra delen av landet, 50 km nordväst om huvudstaden Prag. Černčice ligger 185 meter över havet och antalet invånare är 1 423.
Terrängen runt Černčice är platt åt nordväst, men åt sydost är den kuperad. Černčice ligger nere i en dal. Runt Černčice är det ganska tätbefolkat, med 134 invånare per kvadratkilometer. Närmaste större samhälle är Louny, 3,5 km väster om Černčice. Trakten runt Černčice består till största delen av jordbruksmark.